# 阿夫兰维尔 (默尔特-摩泽尔省)
阿夫兰维尔（法語：Avrainville，法語發音：[avʁɛ̃vil] ⓘ）是法国默尔特-摩泽尔省的一个市镇，属于图勒区。

## 地理
阿夫兰维尔（48°46'21"N, 5°56'15"E）面积9.73 平方千米，位于法国大東部大區默尔特-摩泽尔省，该省份为法国东北部内陆省份，是洛林的一部分，北邻比利时、卢森堡，北起顺时针与摩泽尔省、下莱茵省、孚日省和默兹省接壤。
与阿夫兰维尔接壤的市镇（或旧市镇、城区）包括：弗朗什维尔、雅永、瓦夫尔地区马农库尔、罗西耶尔昂艾。

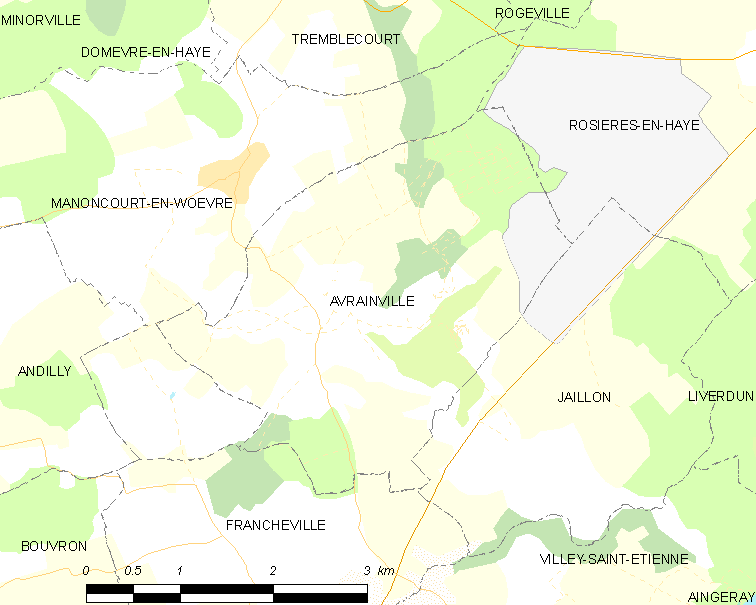
的OSM定位图

阿夫兰维尔的时区为UTC+01:00、UTC+02:00（夏令时）。

## 行政
阿夫兰维尔的邮政编码为54385，INSEE市镇编码为54034。

## 政治
阿夫兰维尔所属的省级选区为北图卢瓦县。

## 人口

1962-2008年间人口变化图示

阿夫兰维尔于2022年1月1日时的人口数量为215人。